# 隠密包丁〜本日も憂いなし〜
『隠密包丁〜本日も憂いなし〜』（おんみつぼうちょう ほんじつもうれいなし）は、原作：花形怜、作画：本庄敬作画による日本の漫画作品。『週刊漫画ゴラク』（日本文芸社）にて、2015年5月15・22日合併号から2016年4月29日号まで連載された。

## あらすじ
江戸の一膳茶屋・朝顔屋に勤める宮村惣右衛門は評判の名料理人。しかし、その真の顔は、町奉行の遠山景元に仕える隠密だった。宮村は圧倒的な料理の腕と、隠密としての働きにより、数々の事件を解決していく。その活躍は次第に将軍・徳川家慶にまで認められていくのだった。

## 主な登場人物
宮村 惣右衛門（みやむら そうえもん）
本作の主人公。南町奉行の遠山景元に仕える隠密だが、普段は朝顔屋という一膳茶屋に料理人として勤めている。
江戸で一番と噂されるほどの料理の腕を持つ一方で、人を斬れないという隠密としては致命的な欠点を持つ。北影一刀流剣術の使い手。
遠山 景元（とおやま かげもと）
江戸の南町奉行。遠山の金さんの名でも知られる名奉行。
すず（すず）
朝顔屋の給仕係。
新八（しんぱち）
朝顔屋の主人で、すずの祖父。いつも酔っ払っている
加藤（かとう）
遠山に仕える与力で、宮村への密命の伝令係を務めている。
秋本 いち（あきもと いち）
火付盗賊改方の筆頭与力・秋本忠弥の娘で、宮村のお見合い相手。
徳川 家慶（とくがわ いえよし）
江戸幕府の第12代征夷大将軍。宮村の料理を認め、台所役人になるよう命じる。
松平 忠優（まつだいら ただます）
家慶に仕える老中。

## 書誌情報
- 原作：花形怜・作画：本庄敬 『隠密包丁〜本日も憂いなし〜』 日本文芸社〈ニチブン・コミックス〉、全4巻
  1. 2015年10月1日発行、2015年9月19日発売[2]、ISBN 978-4-537-13340-0
  2. 2015年12月10日発行、2015年11月28日発売[3]、ISBN 978-4-537-13365-3
  3. 2016年3月10日発行、2016年2月19日発売[4]、ISBN 978-4-537-13409-4
  4. 2016年6月10日発行、2016年5月28日発売[5]、ISBN 978-4-537-13446-9